# Dota Pro Circuit
Dota Pro Circuit (англ. Dota Pro Circuit — профессиональный цикл Dota) — профессиональные турниры по игре Dota 2, которые проводила компания Valve и её партнёры, для определения команд, которые получат прямые приглашения на The International.
DPC включала сезонные турниры категории «Major» и региональные лиги, представлявшие шесть географических зон: Северную Америку, Южную Америку, Юго-Восточную Азию, Китай, Восточную Европу и Западную Европу. Очки в рамках DPC начислялись шести лучшим командам верхнего дивизиона региональной лиги, а также восьми сильнейшим участникам турниров категории «Major». По итогам сезона 12 команд с наибольшим количеством очков получали прямые приглашения на The International.
Система DPC была введена в 2017 году как замена серии турниров Dota Major Championship (2015—2016). Последний сезон DPC состоялся в 2023 году, после чего система была завершена.
После окончания The International 2017, на официальном сайте Dota 2 был анонсирован новый профессиональный сезон и запущена страница с информацией о турнирах сезона, а также текущих баллах команд и игроков.